# Ametábolo
En biología el término ametábolo ('sin cambios', del prefijo negativo griego α [a]- y μεταβολή, [metabolē], cambio) se aplica a los insectos u otros artrópodos que cuando eclosionan en forma de ninfa se parecen a las formas adultas.
En el ametabolismo o ametabolía no se produce metamorfosis y los insectos recién eclosionados ya tienen un cuerpo similar al de los adultos y prácticamente no presentan cambios en su morfología durante su desarrollo hasta que llegan a su estado adulto, salvo el de su aparato genital, o el aumento de tamaño. Se da en órdenes de insectos primitivos apterigotos (sin alas) como dipluros, tisanuros, colémbolos y proturos.
Este tipo de desarrollo es poco habitual entre los insectos, donde lo común es la metabolía o cambio de forma, como el hemimetabolismo o metamorfosis incompleta, o el holometabolismo o metamorfosis completa.